# Anfinsen-Dogma
Das Anfinsen-Dogma (auch thermodynamische Hypothese der Proteinfaltung) postuliert, dass jedes Protein unter physiologischen Bedingungen eine native Proteinfaltung minimaler freier Energie besitzt, die durch die Aminosäuresequenz vorgegeben ist. Die minimale Energie kann per Faltungstrichter grafisch dargestellt werden. Das Postulat wurde vom Nobelpreisträger Christian B. Anfinsen aufgrund seiner Studien an Ribonuklease A formuliert. Die grundlegenden Experimente wurden bereits von der Biochemikerin Lisa Steiner erstmals durchgeführt, deren Signifikanz damals jedoch von ihr und ihren Vorgesetzten nicht erkannt wurden.

## Eigenschaften
Anfinsen formulierte drei Bedingungen:
- Einzigartigkeit – Jede Aminosäuresequenz besitzt nur eine Konformation minimaler freier Energie

- Stabilität – Unempfindlichkeit gegenüber geringfügigen Änderungen der Umgebung durch die energetisch günstigste Faltung

- Kinetische Zugänglichkeit – Es dürfen keine zu großen Aktivierungsenergien zwischen den einzelnen Faltungsschritten liegen

Grenzfälle des Anfinsen-Dogmas sind z. B. Prionen und Proteine, die Chaperone zur Proteinfaltung benötigen. Die Software POEM@home verwendet Teile des Anfinsen-Dogmas zur Proteinstrukturvorhersage.
Das Levinthal-Paradox beschreibt die zunehmende Komplexität der Proteinfaltung zum Erreichen einer bestimmten Proteinstruktur bei zunehmender Kettenlänge. 